# Homenzinho
Homenzinho é uma curta-metragem de drama portuguesa de 2007, com realização de Tiago Guedes, Rita Barbosa e Jorge Coelho a partir e um argumento de Coelho. Contando com a participação de António Durães, interpretando uma versão de Deus, o filme retrata uma conversa informal sobre criação e existencialismo no Metro do Porto. A obra estreou em Portugal a 7 de julho de 2007, integrada na edição desse ano do Curtas Vila do Conde - Internacional Film Festival.

## Sinopse
Na estação de metro da Casa da Música, enquanto espera a continuação da sua viagem, um jovem envolve-se numa estranha conversa com um homem mais velho. Em direção ao Bolhão, falam informalmente sobre um filme em processo de desenvolvimento, tocando em assuntos de criação, a real dimensão da existência humana e demandas pessoais. O homem reminiscente de Deus frisa que somos apenas uma pequena parte de algo maior e nada é tão importante quanto pensamos.

## Produção
Durante o ano de 2007, a Metro do Porto apoiou um conjunto de ações e eventos de natureza cultural, num valor global de 85.900 euros. De entre os apoios atribuídos ao Festival de Curtas-Metragens de Vila do Conde, pretendeu-se produzir Homenzinho, uma curta-metragem cuja totalidade da ação decorresse no interior da rede do Metro do Porto.
A produtora Take it Easy, procurando ligar-se a projetos fora do âmbito da publicidade, envolveu-se em diversas áreas desde a produção teatral (Pillowman e Pés no Arame) até às curtas-metragens para cinema. Rita Barbosa, que havia sido representada pela produtora desde 2005, tinha vindo a participar como realizadora de publicidade e vídeo até surgir a oportunidade de realizar Homenzinho com Tiago Guedes e Jorge C. Coelho. A curta-metragem foi rodada em betacam.

## Festivais
Homenzinho foi selecionado para monstras e festivais internacionais, de entre os quais:
- 15º Curtas Vila do Conde (Portugal, 7 de julho de 2007);[9]
- Fantasporto (Portugal, janeiro de 2008);
- CinéRail: International Festival Trains on Film (França, 2008).[4]